# ألكيبيادس
آلسيبايَديز Alcibiades (باليونانية: Ἀλκιβιάδης Κλεινίου Σκαμβωνίδης) (ولد 450 ق.م.؟ - توفي 404 ق.م.) هو رجل سياسة وخطيب وقائد عسكري إغريقي بارز من أثينا القديمة. ترك آلسيبايَديز أثينا ولجأ إلى إسبرطة بعد أن اتهمه أعداؤه بتهمة تدنيس المقدسات، ومن إسبرطة انطلق في العمل كمستشار ومشرف على عدد من الحملات ضد أثينا. لكنه صنع أعداء ً أقوياء ً له في إسبرطة أيضا ًمما اضطره للرحيل إلى بلاد فارس. وفي وقت ٍ لاحق نجح حلفاؤه في أثينا في دعوته للعودة حيث عاد إلى أثينا عام 411 ق.م. وهناك تولى قيادة الأسطول الأثيني فألحق الهزيمة بالإسبارطيين في معركتين بحريتين 411-410 ق.م.
إلا أن مؤامرات خصومه في أثينا دفعت به مجددا ًإلى المنفى عام 406 ق.م. حيث عاش في منفاه بقية حياته حتى تم اغتياله في عام 404 ق.م.